# Grands magasins Sokos

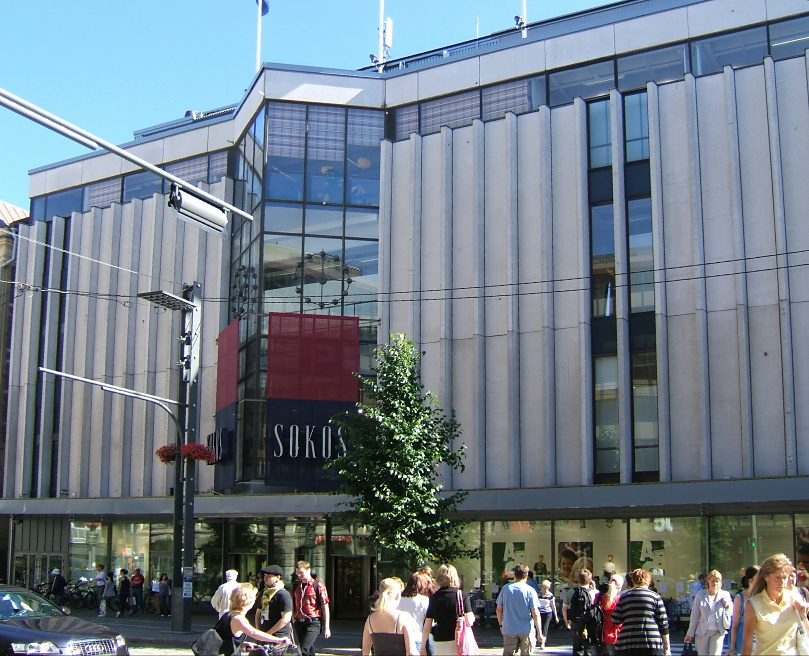
Le grand magasin Sokos de Tampere.

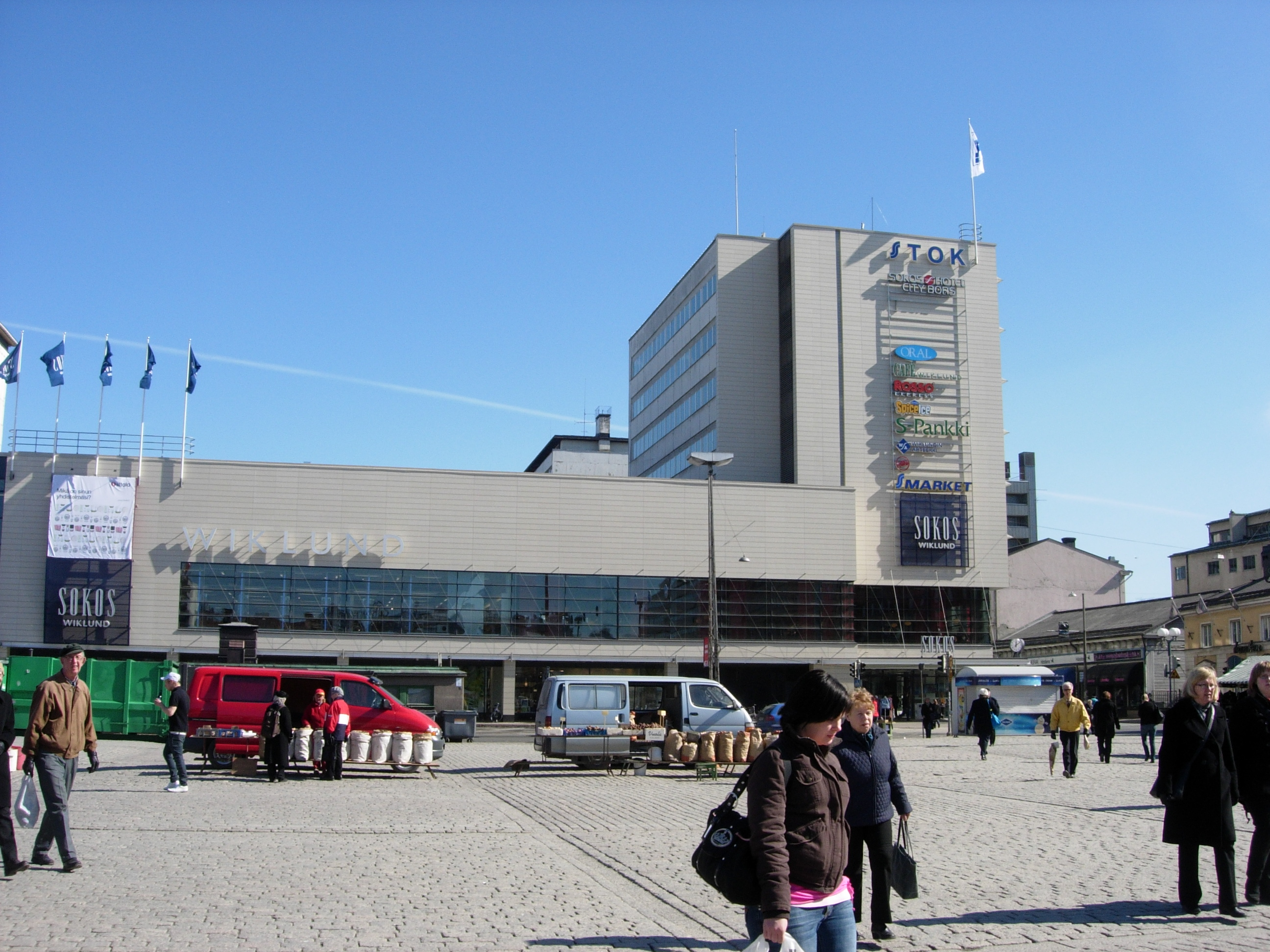
Le grand magasin Sokos de Turku.

Les Grands magasins Sokos sont une chaîne de Grands magasins en Finlande faisant partie du Groupe S.  

## Nom
Quand on conçoit le grand magasin du centre d’Helsinki on l'appelle Sokos, qui est un palindrome.
Plus tard, le nom est généralisé à tous les magasins coopératifs du  groupe S.  
On appelle SOKOS les supermarchés, les grands magasins, les hôtels et aussi les boutiques spécialisées. 
Cela pouvant porter à confusion, dans les années 1980 on ne garde le nom SOKOS que pour les grands magasins et pour les hôtels. 
La nouvelle chaîne de magasins City-Sokos commence en 1984, et par la suite le nom se réduit à SOKOS.

## Grands magasins SOKOS
- Espoo (Tapiola)
- Helsinki
- Helsinki (Hakaniemi)
- Hämeenlinna
- Joensuu
- Jyväskylä
- Kajaani
- Kotka
- Kouvola
- Kuopio
- Lahti
- Lohja
- Mikkeli
- Pori
- Porvoo
- Raisio
- Rauma
- Salo
- Savonlinna
- Tampere
- Turku